# 冷茂弘
冷茂弘（1938年—），笔名冷哲，男，四川南充人，中国舞蹈编导，曾任中国舞蹈家协会理事。